# Энгельгардт, Валентин Фёдорович
Валентин Фёдорович Энгельгардт (1840—1890) — русский генерал, участник русско-турецкой войны 1877—1878 гг.

## Биография
Валентин Энгельгардт родился 16 августа 1840 года и происходил из дворян Смоленской губернии.
Воспитывался в Николаевском училище гвардейских подпрапорщиков и кавалерийских юнкеров, откуда был выпущен 16 июня 1859 г. с производством в корнеты и назначением в Белорусский гусарский полк. Прослужив в этом полку полтора года, Энгельгардт 18 декабря 1861 г., по домашним обстоятельствам, вышел в отставку, но 7 сентября 1863 г. снова поступил на службу и был назначен в 5-й стрелковый батальон, из которого 7 декабря 1865 г. был переведён в 16-й стрелковый полк, а затем назначен адъютантом к командующему войсками Виленского военного округа генерал-адъютанту графу Баранову, с переводом в 14-й гусарский Митавский полк. Далее Энгельгардт состоял адъютантом при командующем войсками Виленского военного округа генерал-адъютанте Потапове и был произведён 1 января 1869 г. в ротмистры, а 30 августа 1873 г. — в майоры. По назначении же генерал-адъютанта Потапова шефом жандармов Энгельгардт 17 августа 1874 г. был назначен к нему адъютантом, а затем ту же должность исполнял при шефах жандармов генерал-адъютантах Мезенцове и Дрентельне. Произведённый 30 августа 1876 г. в подполковники, он принял участие в русско-турецкой войне 1877—1878 гг. и за мужество и распорядительность, выказанные при осаде Плевны, был награждён орденом св. Владимира 4-й степени с бантом, за переход через Балканы — золотой саблей с надписью «За храбрость», а за отличия, проявленные во многих других сражениях, получил ордена св. Станислава 2-й степени и св. Анны 2-й степени с мечами. В 1880 г. Энгельгардт был произведён в полковники; в том же году, 11 октября, он был назначен штаб-офицером для особых поручений при командире Отдельного корпуса жандармов, а 24 апреля 1888 г. был произведён в генерал-майоры и назначен генералом для особых поручений при командире отдельного жандармского корпуса. Эту должность он занимал до самой своей смерти. Скончался Энгельгардт в Санкт-Петербурге 3 декабря 1890 г., на 51-м году от рождения.

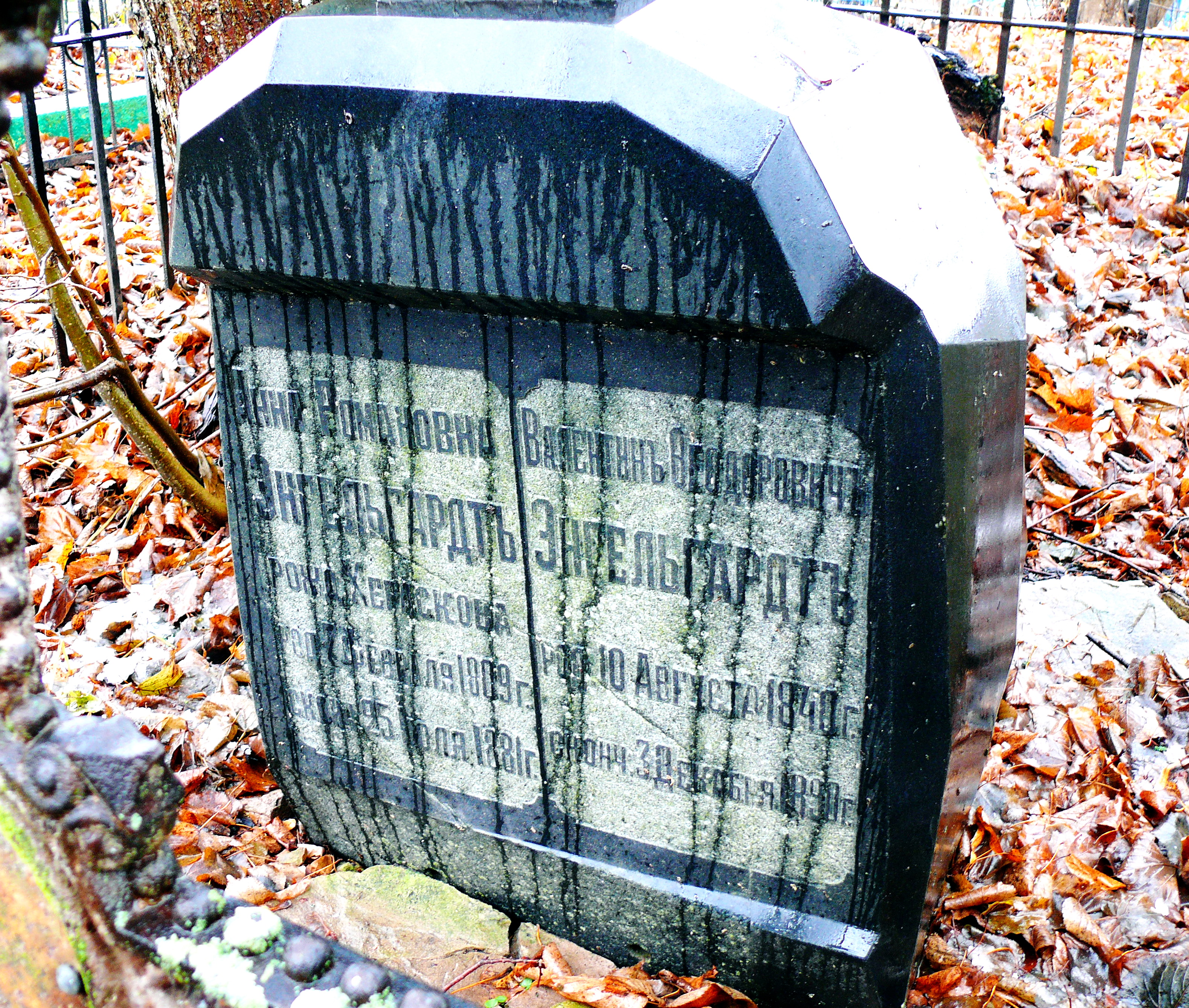
Надгробный камень на могиле Энгельгардт. Деревня Романщина Лужского района Ленинградской области.

Захоронен в деревне Романщина Лужского района Ленинградской области.